# 샌프란시스코 발레단
샌프란시스코 발레단(SFB)은 샌프란시스코 오페라 발레단의 한 부분으로써 1933년에 창단되었다. 헬기 토마슨의 지휘하에 있는 이 발레단은 현재 캘리포니아에 있는 샌프란시스코 전쟁 기념 공연예술 센터 오페라하우스에 둥지를 틀고 있다. 미국 최초의 전문 발레단체인 샌프란시스코 발레단은 오늘날 세계 무대에서 아메리칸 발레시어터, 그리고 뉴욕 시티 발레단과 함께 미국적인 발레를 가장 잘 전파하고 있는 삼두마차 중 하나이다.

## 역사
가에타노 메롤라는 샌프란시스코 오페라단의 작품활동의 원활함을 돕기위해서는 발레단이 필요하다고 생각하여 샌프란시스코 발레단과 발레스쿨을 1933년에 설립하였다. 이 발레단은 윌리엄 크리스텐슨이 예술감독이 되면서부터 하나의 독립된 단체로 모습을 갖추게된다.
1938-1950
1939년 윌리엄 크리스텐슨은 미국 최초의 코펠리아 풀버전을 완성했다. 그리고, 1940년에는 미국 최초의 백조의 호수 풀버전을 무대에 올렸다. 1944년 크리스마스이브에는 미국 최초의 호두까기 인형 풀버전을 무대올려 많은 호평을 받았다.
1942년 샌프란시스코 오페라단이 재정적 어려움으로 발레단 지원을 원활히 할 수 없게되자, 윌리엄 크리스텐슨과 그의 형제 헤럴드는 샌프란시스코 오페라단으로부터 발레 스쿨을 사들였다. 결과적으로, 샌프란시스코 발레 조합이 형성되었고, 샌프란시스코 발레단을 독립된 공연단체로 유지하였다. 윌리엄 크리스텐슨은 이 발레단의 예술감독이 되었고, 헤럴드 크리스텐슨은 발레스쿨의 학장직을 계속 유지하게 되었다.
1951-1985
1951년에는 샌프란시스코 발레조직에 많은 변화가 있었다. 그해, 윌리엄 크리스텐슨의 또 다른 형제 류(Lew)가 합류했고, 1952년에는 이 발레단을 완전히 인수했다. 새로운 조직과 함께 이 발레단은 지평을 넓혀, 우수한 미국 발레단으로써 확고한 지위를 다졌다. 1956년까지 이 발레단의 주요 활동무대는 주로 미국 서부해안에 국한돼 있었으나, 류가 합류하면서 이발레단의 활동무대는 메사추세츠까지 확대되었다. 1957년에 이 발레단 미국 최초로 아시아 11개국 투어를 단행했다. 1965년에 미국 ABC 방송국은 류 크리스텐슨이 안무한 작품 호두까기 인형 요약분을 한 시간 동안 방영했다.
1972년에 이 발레단은 전쟁기념 오페라하우스의 상주단체가 되었다.